# Бунге, Николай Николаевич
Николай Николаевич Бунге (17 февраля [1 марта] 1885, Киев — 1921, Крым) — русский химик немецкого происхождения. Преподаватель Киевского университета, профессор Таврического университета. Сын химика Николая Андреевича Бунге.

## Биография
Православный. Из дворян. Сын профессора университета Св. Владимира Николая Андреевича Бунге и жены его Евгении Порфирьевны Шиповской. Его старшая сестра Екатерина — поэтесса и переводчик. Землевладелец Таращанского уезда Киевской губернии (имение Росишки).
Среднее образование получил в Киевской 1-й гимназии, которую окончил в 1904 году. В 1905—1906 годах стажировался в лабораториях Женевы и Лейпцига. Затем поступил на физико-математический факультет Университета Св. Владимира, по окончании которого в 1911 году был оставлен стипендиатом для приготовления к профессорскому званию и награжден золотой медалью за сочинение «Действие йода на серебряные соли карбоновых кислот». В 1913 году получил степень магистра химии.
Во время Первой мировой войны был начальником лаборатории Юго-Западного областного земского комитета. В 1915 году работал в лаборатории профессора Альбицкого в Харькове. В 1916 году был избран приват-доцентом Киевского университета по кафедре органической химии и допущен к чтению лекций по химии. Из наград имел орден Св. Станислава 3-й степени.
26 апреля 1918 года избран доцентом химии вновь созданного Таврического филиала Киевского университета. Стал одним из нескольких преподавателей (совместно с Матвеем Тихомандрицким, Леоном Кордышом, Николаем Кузнецовым, Николаем Крыловым и другими), которые сформировали физико-математический факультет.. С 1919 года исполнял обязанности экстраординарного профессора Таврического университета, одновременно состоял членом лекторской коллегии Народного университета в Симферополе (1920—1921). Создал библиотеку при химической лаборатории университета, подарил ей значительную часть собственного собрания книг.
В мае 1920 года, по инициативе профессора Владимира Вернадского, при Крымском обществе естествоиспытателей и любителей природы была создана Комиссия по изучению производительных сил Крыма, одним из членов которой был избран Николай Бунге. Параллельно работал членом лекторской коллегии Народного университета в Симферополе в 1920—1921 годах.
Согласно письму чекиста и уполномоченного по борьбе против голода РСФСР Александра Эйдука, Николай Бунге покончил жизнь самоубийством, не выдержав страданий во время голода в Крыму в 1921 году.

## Семья
С 12 апреля 1917 года был женат на Нине Николаевне Гречко, имел дочь Наталью (р. 1915).